# Clarkia biloba
Clarkia biloba là một loài thực vật có hoa trong họ Anh thảo chiều. Loài này được (Durand) A.Nelson & J.F.Macbr. mô tả khoa học đầu tiên năm 1918.

## Hình ảnh

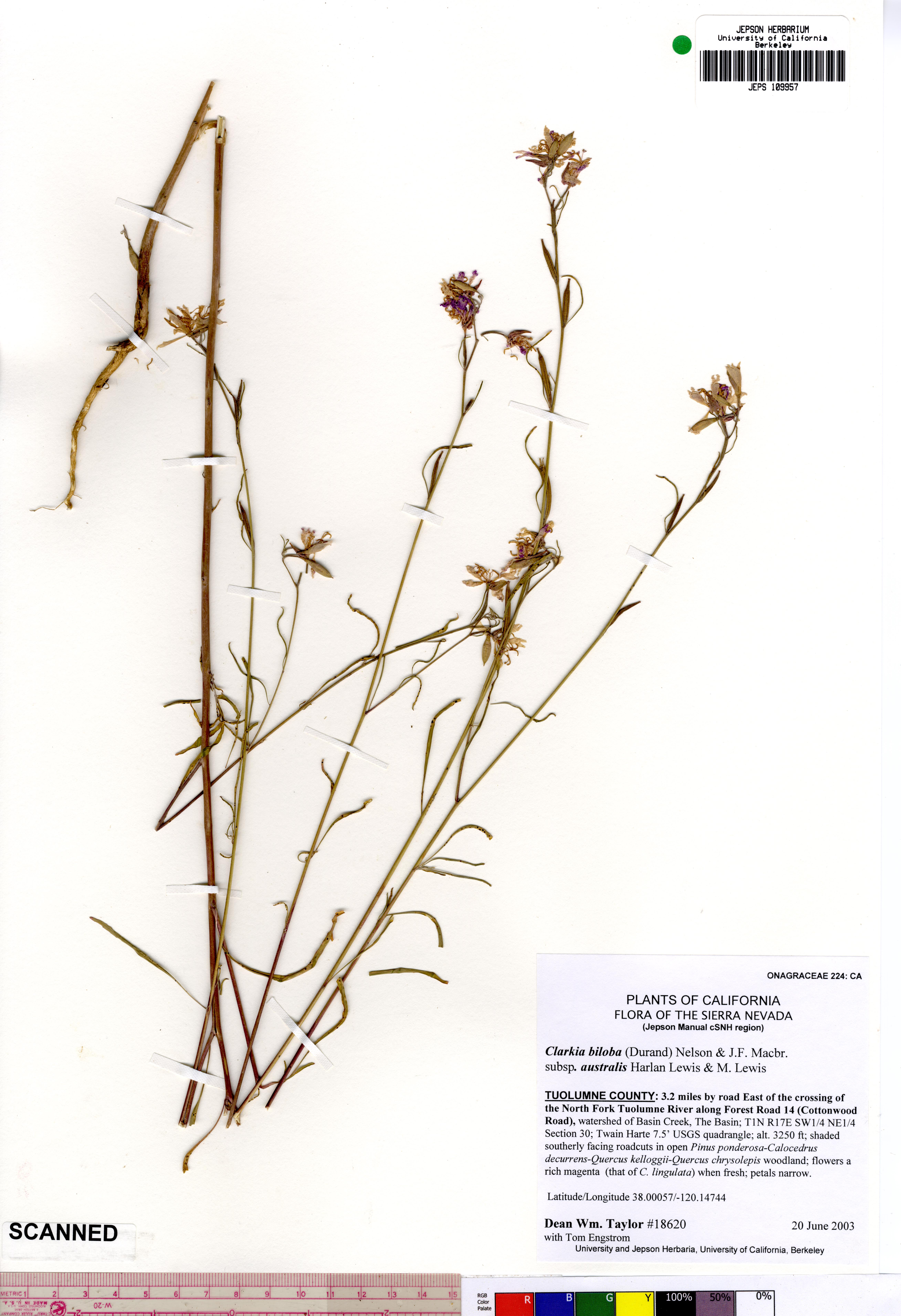
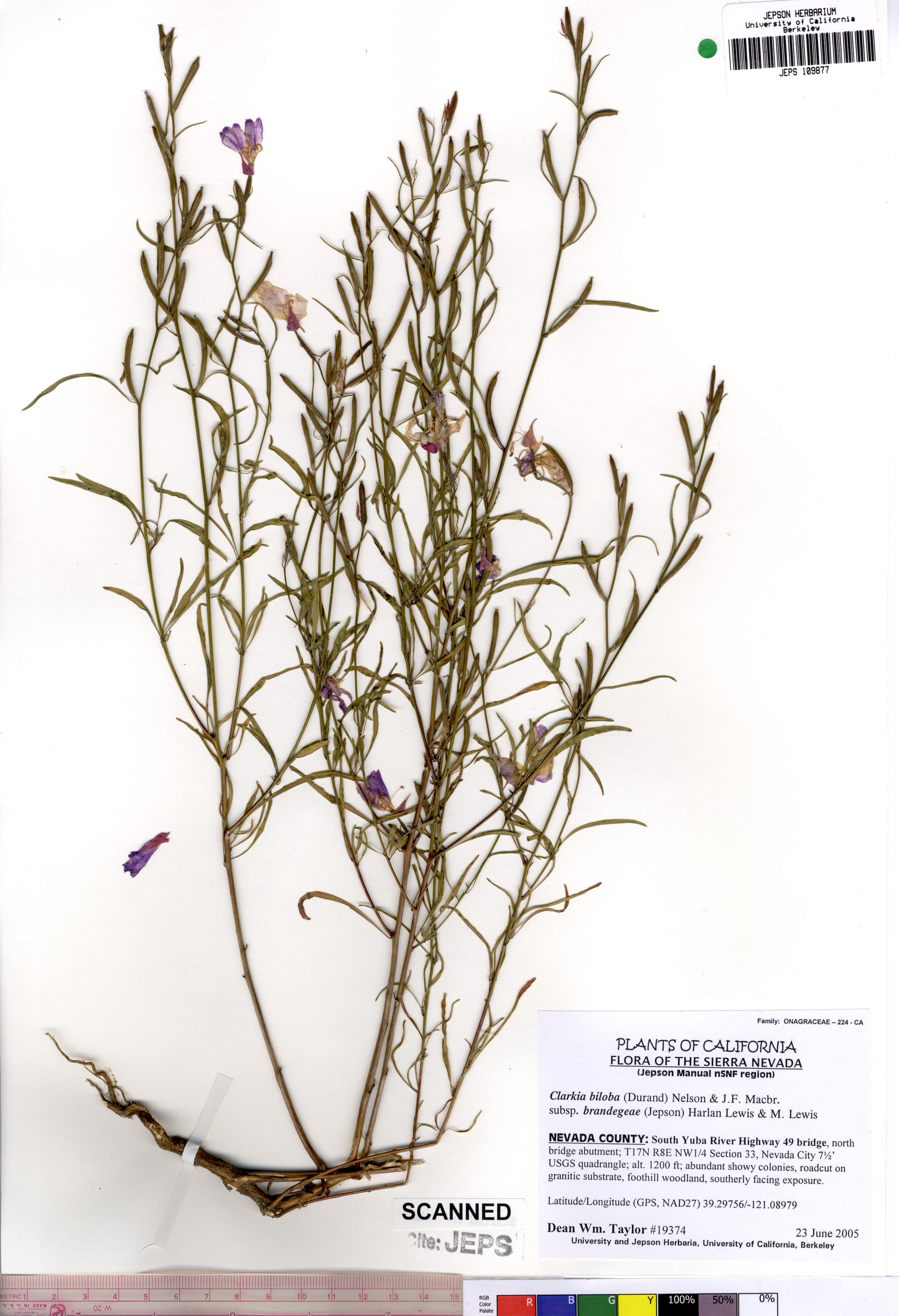